# 今日はQyotoにおいでやす
『今日はQyotoにおいでやす』（きょうはきょうとにおいでやす）は、KBS京都で放送していたラジオ番組。

## 概要
2019年4月6日放送開始｡

## パーソナリティ
- Qyoto

## 放送時間

### 現在
一回分の放送順に記載。
| 放送局  | 放送期間                    | 放送日時           | 遅れ日数 |
| ------- | --------------------------- | ------------------ | -------- |
| KBS京都 | 2019年4月6日〜2020年3月28日 | 土曜 21:30 - 22:00 | 制作局   |

### 過去
「キョートリアル」のネット局で徳井義実の不祥事に伴い、「キョートリアル」の代替番組として放送された。
| 放送局                   | 放送期間                | 放送日時           | 遅れ日数 |
| ------------------------ | ----------------------- | ------------------ | -------- |
| RSKラジオ                | 2019年10月25日・11月1日 | 金曜 21:00 - 21:30 | 6日      |
| JRTラジオ                | 2019年10月26日・11月2日 | 土曜 18:00 - 18:30 | 7日      |
| NBCラジオ                | 2019年10月26日・11月2日 | 土曜 19:00 - 19:30 | 7日      |
| BSNラジオ                | 2019年10月26日・11月2日 | 土曜 20:00 - 20:30 | 7日      |
| RKCラジオ                | 2019年10月26日・11月2日 | 土曜 20:00 - 20:30 | 7日      |
| ABSラジオ                | 2019年10月26日・11月2日 | 土曜 20:30 - 21:00 | 7日      |
| KNBラジオ                | 2019年10月26日・11月2日 | 土曜 21:00 - 21:30 | 7日      |
| OBSラジオ                | 2019年10月26日・11月2日 | 土曜 21:30 - 22:00 | 7日      |
| BSSラジオ                | 2019年10月26日・11月2日 | 土曜 22:00 - 22:30 | 7日      |
| TBCラジオ                | 2019年10月26日・11月2日 | 土曜 22:30 - 23:00 | 7日      |
| YBSラジオ                | 2019年10月26日・11月2日 | 土曜 23:00 - 23:30 | 7日      |
| KRYラジオ                | 2019年10月27日・11月3日 | 日曜 21:30 - 22:00 | 8日      |
| RCCラジオ                | 2019年10月27日・11月3日 | 日曜 22:00 - 22:30 | 8日      |
| HBCラジオ                | 2019年10月28日・11月4日 | 月曜 2:30 - 3:00   | 9日      |
| RNCラジオ                | 2019年10月28日・11月4日 | 月曜 23:30 - 24:00 | 9日      |
| MROラジオ                | 2019年10月29日・11月5日 | 火曜 21:30 - 22:00 | 10日     |
| アール・エフ・ラジオ日本 | 2019年10月30日・11月6日 | 水曜 2:00 - 2:30   | 11日     |

## コーナー
HIROKI の How to English！
HIROKI担当のコーナー。メンバーに英会話レッスンする。
ギター講座
TSUCHIYA担当のコーナー。色んな楽曲の解説をする。
RYOTA.のアニオタ道
RYOTA.担当のコーナー。RYOTA.の好きなアニメを語る。
TAKUYAの料理教室
TAKUYA担当のコーナー。料理の奥深さを知る。
KENSUKE劇場
KENSUKE担当のコーナー。KENSUKEがオススメする映画を紹介する。